# 2020 في اليمن
أحداث 2020 في اليمن.

## شاغلو الوظائف
- الرئيس: عبد ربه منصور هادي
- نائب الرئيس: علي محسن الأحمر [1][2][3]
- رئيس مجلس الوزراء: معين عبدالملك سعيد

## الأحداث

### يناير
- 1 يناير
  - أطلق المتمردون الحوثيون سراح بعض السجناء السعوديين في الوقت الذي تحرز فيه محادثات السلام بقيادة الأمم المتحدة تقدما.[4]
- 7 يناير
  - أسقط المتمردون الحوثيون طائرة مسيرة تابعة للتحالف بقيادة السعودية في محافظة الجوف شمال شرق البلاد.[5][6]
- 18 يناير
  - هجوم على مأرب - مقتل 111 جنديًا يمنيًا في هجوم صاروخي على معسكر للجيش قرب مأرب. ولم تعلن أي جماعة مسؤوليتها عن الهجوم.[7]
- 29 يناير- مقتل قاسم الريمي أمير تنظيم القاعدة في جزيرة العرب (مواليد 1978).[8]
- 31 يناير
  - أعلن المتحدث باسم القوات الحوثية يحيى سريع أن قوات الحوثي تمكنت من السيطرة على قرابة 2500 كم 2 من الأراضي بما في ذلك مدينة نهم وأجزاء من محافظتي الجوف ومأرب.[9] ونفت قوات التحالف على الفور هذا الادعاء، مدعية النصر والتقدم في هذه المناطق. وقالت «في مديرية نهم شرقي العاصمة صنعاء، تمكن الجيش الوطني من استعادة السيطرة على عدد من المناطق التي يسيطر عليها الحوثيون».[10]

### فبراير
- 15 فبراير
  - تحطمت مقاتلة سعودية في اليمن وأعلن المتمردون الحوثيون مسؤوليتهم عن الهجوم. في اليوم التالي، شن التحالف بقيادة السعودية غارات جوية استهدفت محافظة الجوف شمال اليمن وقتلت 31 مدنيا.[11]

### مارس
- 1 مارس
  - سيطرت قوات الحوثي على مدينة الحزم عاصمة محافظة الجوف خلال هجوم الجوف.[12][13]
- 30 مارس
  - شن التحالف بقيادة السعودية غارة جوية على العاصمة اليمنية صنعاء.[14] جاءت الهجمات على الرغم من مطالبة الأمين العام للأمم المتحدة أنطونيو غوتيريش ومنظمات أخرى بالحفاظ على وقف إطلاق النار وسط جائحة فيروس كورونا. كما قالت مجموعة من الخبراء الإقليميين في بيانهم إنه يجب إطلاق سراح جميع السجناء السياسيين للتعامل مع نظام الرعاية الصحية المروع، ووقف انتشار وباء فيروس كورونا في اليمن.[15]

### أبريل
- 5 أبريل
  - قُتلت 5 نساء على الأقل وأصيب 28 شخصًا بجروح عندما أصاب قصف قسم النساء في سجن تعز الرئيسي. جاء القصف من الجزء المقسم من المدينة الذي يسيطر عليه الحوثيون.[16]
- 10 أبريل
  - ظهور أول حالة إصابة بفيروس كورونا في اليمن لمريض يعيش في الشحر بحضرموت.[17]
- 26 أبريل
  - أعلان المجلس الانتقالي الجنوبي الحكم الذاتي.[18]

### مايو
- 26 مايو
  - هاجم مقاتلو الحوثي قاعدة عسكرية في محافظة مأرب، مما أسفر عن مقتل سبعة أشخاص.[19]
- 28 مايو
  - أطلقت وكالات الأمم المتحدة والشركاء الإنسانيون الدوليون الآخرون نداء بقيمة 2.41 مليار دولار أمريكي لإضافة أموال لمكافحة انتشار وباء كورونا في اليمن.[20]

### يونيو
- 21 يونيو
  - سيطر المجلس الانتقالي الجنوبي على جزيرة سقطرى.[21]

### يوليو
- 15 يوليو
  - حذرت الأمم المتحدة من أن خزان صافر يمكن أن يسرب أربعة أضعاف كمية النفط التي تسربت من إيكسون فالديز.[22]

### أغسطس
- قتلت سلسلة من الفيضانات المفاجئة 172 شخصًا في جميع أنحاء اليمن وألحقت أضرارًا بمواقع التراث العالمي لليونسكو في جميع أنحاء البلاد.[23]

### ديسمبر
- 4 ديسمبر
  - قُتل ما لا يقل عن 8 أشخاص في هجوم على مجمع صناعي في الحديدة.[24]
- 30 ديسمبر
  - قُتل ما لا يقل عن 20 في الهجوم على مطار عدن بعد وصول الحكومة الجديدة.[25]

## وفايات
- 29 يناير- قاسم الريمي أمير تنظيم القاعدة في جزيرة العرب (مواليد 1978).[26]
- 2 أكتوبر - شاهر عبد الحق رجل الأعمال والملياردير اليمني (مواليد 1938).[27]

### آخر
- تفشي الكوليرا في اليمن 2017
- جائحة فيروس كورونا في اليمن

## روابط خارجية
- الموقع الإخباري الرسمي للأمم المتحدة لليمن
- أنباء عن الحوثيين في موقع الجزيرة
- نظرة عامة على بي بي سي
- المملكة المتحدة المستقلة